# Roland Matthes
Roland Matthes (Pößneck, 1950. november 17. – Wertheim, 2019. december 20.) olimpiai és világbajnok, világcsúcstartó keletnémet úszó.

## Élete és pályafutása

### Sportolói pályafutás
Roland Matthes a türingiai Pößneckben született. Már gyermekként kitűnt erőteljes, sportolásra alkalmas testalkatával. Erfurtban Marlies Geisler-Grohe vezetése alatt készült a versenyekre. 18 évesen indult először olimpián, a mexikóvárosi nyári játékokon 2 aranyérmet és egy ezüstöt nyert. Egymás után 4 európa-bajnoki és három világbajnoki aranyérmet gyűjtött be, összesen 21 világrekordot állított fel. Három olimpián (1968, 1972 és 1976) vett részt, összesen nyolcszor ért el dobogós helyezést, ebből négyszer első helyen végzett. Matthes a keletnémet állam legnagyobb sportsztárjai közé tartozott. 1967–1975 között hét alkalommal választották meg az év sportolójának. 1981-ben bekerült az úszósport legnagyobb alakjai közé a floridai International Swimming Hall of Fame-be.

### Sportkarrierje után
1970–1977 között sporttudományi tanulmányokat folytatott a Potsdami Egyetemen, ennek végén testnevelő-tanári diplomát szerzett. 1976-ban feleségül vette Kornelia Eder olimpiai bajnokot, ám házasságuk csak 1982-ig tartott. 1978-ban ismét beiratkozott a Jénai Egyetem orvosi karára, majd 1989-ben sikeres orvosi szakvizsgát tett. Ortopédusként dolgozott a bajorországi Marktheidenfeldben.
A második házasságából egy gyermeke született.

## Fordítás
- Ez a szócikk részben vagy egészben a Roland Matthes című német Wikipédia-szócikk ezen változatának fordításán alapul.  Az eredeti cikk szerkesztőit annak laptörténete sorolja fel. Ez a jelzés csupán a megfogalmazás eredetét és a szerzői jogokat jelzi, nem szolgál a cikkben szereplő információk forrásmegjelöléseként.